# Parailia
Parailia là một chi cá da trơn bản địa của châu Phi trong họ cá da trơn Schilbeidae thuộc bộ cá Siluriformes.

## Các loài
Hiện hành có các loài sau đây được ghi nhận trong chi này:
- Parailia congica Boulenger, 1899
- Parailia occidentalis (Pellegrin, 1901)
- Parailia pellucida (Boulenger, 1901) (Glass schilbid)
- Parailia somalensis (Vinciguerra, 1897) (Somalia glass catfish)
- Parailia spiniserrata Svensson, 1933